# Ultrafeinstaub
Ultrafeinstaub bzw. Ultrafeine Partikel (UFP) (ultra lateinisch für „darüber hinaus, jenseits“; Partikel nach lateinisch pars = „Teil“) bezeichnet die kleinste Fraktion des Feinstaubs, der wiederum ein Teil des gesamten Schwebstaubs ist. Ultrafeine Partikel haben einen Äquivalentdurchmesser von weniger als 0,1 Mikrometer (µm) (das entspricht 100 Nanometer [nm]). Im Gegensatz zu Nanopartikeln werden ultrafeine Partikel unbeabsichtigt in die Atmosphäre eingebracht.

## Entstehung und Verbreitung
Ultrafeine Partikel entstehen insbesondere durch chemische und thermische Gasphasenreaktionen. So sind sie beispielsweise in Schweißrauchen und Dieselmotoremissionen enthalten. Beim Betrieb von Ethanolöfen zum Beheizen von Innenräumen und beim Kerzenabbrand entstehen sie ebenso wie beim Rauchen von Tabak. Eine weitere Quelle für ultrafeine Partikel sind Kondensationsvorgänge. In unmittelbarer Nähe von Straßen ist die Konzentration an ultrafeinen Partikeln deutlich erhöht wie laut Messung in der Schweiz auch in der Nähe des Flughafens Zürich. Die Anzahl der emittierten groben und feinen Partikel lässt keine Rückschlüsse auf die Anzahl emittierter ultrafeiner Partikel zu.
Zu den natürlichen Quellen von ultrafeinen Partikeln zählen unter anderem Vulkanausbrüche, Waldbrände und aufgewirbeltes Seesalz.
Das Ausbreitungsverhalten von ultrafeinen Partikeln ähnelt dem von Gasmolekülen: Sie werden durch Luftströmungen transportiert und verteilen sich über Diffusionsvorgänge.
2022 untersuchten Wissenschaftler des Hessischen Landesamtes für Naturschutz, Umwelt und Geologie (HLNUG) und der Goethe-Universität die Anzahl und Größe ultrafeiner Partikel an verschiedenen Luftmessstationen im Umfeld des Frankfurter Flughafens. Die chemische Zusammensetzung der Ultrafeinstaubpartikel verwies auf eine Gruppe organischer Verbindungen, die ihren chemischen Fingerabdrücken zufolge aus Turbinen-Schmierölen von Flugzeugen stammten.

## Bedeutung
Da die Masse eines Partikels mit der dritten Potenz seines Durchmessers steigt, tragen ultrafeine Partikel auch bei einer hohen Anzahlkonzentration nur wenig zur Massenkonzentration von Feinstaub bei. So machen an bestimmten Arbeitsplätzen ultrafeine Partikel zwar nur 10 Prozent der Masse, aber 90 Prozent der Partikelanzahl im Feinstaub aus. Darum ist ihre Erfassung nur mit zählenden Messverfahren mit ausreichender Empfindlichkeit möglich. Dies bedeutet einen deutlich erhöhten messtechnischen Aufwand. Gemessen werden ultrafeine Partikel häufig mit Messgeräten, die Partikel nach elektrischer Mobilität klassieren.
In den menschlichen Körper gelangen ultrafeine Partikel überwiegend durch Inhalation. Im Atemtrakt werden sie hauptsächlich durch Diffusion abgeschieden.
Eine Veröffentlichung aus dem Jahr 1997 sieht im Hinblick auf Atemwegserkrankungen eine bessere Korrelation mit der Anzahlkonzentration als mit der Massenkonzentration.

## Grenzwertfindung
In „Health Effects of Particulate Matter“ werden die gesundheitlichen Auswirkungen von Ultrafeinstaub nicht gesondert bewertet, sondern ausdrücklich zusammen mit feinem Feinstaub mit der Kategorie PM2,5. Die WHO-Kommission IARC (International Agency for Research on Cancer) hat das gesamte Feinstaubgemisch im Jahr 2013 als Kanzerogen der Klasse 1 (eindeutig krebserregend) eingestuft. Untersuchungen der WHO belegen, dass es keine Konzentration gibt, unterhalb derer keine schädigende Wirkung auftreten dürfte. Seitens der WHO wurde aber bisher noch keine konkrete Empfehlung zur Begrenzung der Anzahl von ultrafeinen Partikeln ausgesprochen. Der Nutzen von Minderungsmaßnahmen lässt sich bislang zahlenmäßig nicht erfassen.